# Tabuzone
Die Tabuzone oder der Tabubereich ist ein Areal, das aus bestimmten Gründen nicht berührt oder betreten werden soll. Es kann sich als ein Ort oder Gelände darstellen, zu dem ein Zutritt verboten ist. Es kann sich aber auch um einen menschlichen Intimbereich handeln, der eine Person verwundbar macht und daher fremdem Zugang verwehrt wird.

## Begriff
Der aus dem polynesischen Sprachraum stammende Begriff „Tabu“ bezeichnet etwas Verbotenes. Ursprünglich vornehmlich im religiösen Bereich verwendet, kennzeichnet er, was ohne weitere Begründung als heilig und unverletzlich zu gelten hat und von den Geistern bewacht wird. Die tradierten Sitten und Gesetze legten fest, was als solche geheiligten Gegenstände, Räume oder Orte angesehen wurden, die nicht berührt oder betreten werden durften. Tabubrüchen wurden gravierende Strafen verheißen. Die Indianer Nordamerikas verstanden beispielsweise den geheiligten Bezirk ihrer Toten als Tabubereich und markierten ihn mit magischen Zeichen, die jedem Fremden den Zutritt verboten.

## Anwendungsbereiche

### Räumlichkeiten / Gelände
Zu Tabuzonen werden im öffentlichen Leben Areale oder Räumlichkeiten erklärt, zu denen ein allgemeiner Zugang verwehrt beziehungsweise nur ein bestimmter Personenkreis zugelassen wird. Dies können Atomgelände, Industriegelände, Werksanlagen, Bauruinen oder Privatgrundstücke jeglicher Art sein. Das Abschirmen von nicht Zutrittsberechtigten von dem ausgewiesenen Gebiet kann aus Haftungsgründen bei Gefährdungen, aber auch aus Sicherheitsbedenken oder zur Wahrung der Eigentumsrechte erfolgen. So kann beispielsweise ein Verkehrsbereich, eine Zufahrt, eine Straße oder die ganze Innenstadt für bestimmte Fahrzeuge gesperrt sein. Im Wohnbereich können besonders sensible und daher schützenswerte Winkel und Zimmer für Kinder oder Haustiere zum Tabubereich erklärt werden, um Gefährdungen, Zerstörungen oder Verunreinigungen zu vermeiden.

### Verkehrspädagogik
In der Verkehrserziehung spielt die Tabuzone eine wesentliche Rolle beim Training der Inneren Bremse, etwa des Schulanfängers: Beim ‚Tabuzonenspiel’ wird ein markierter Bereich am Rande des Spielfeldes zu einem verbotenen Distrikt erklärt, der auch im lebhaftesten Spielgeschehen nicht betreten werden darf. Rollt der Ball in das Tabufeld, darf er nur von außen zurückgeholt werden. Die Tabuzone darf lediglich über einen festgelegten sicheren Überweg, etwa in Form eines Zebrastreifens, und nur unter bestimmten Handlungsvorgaben passiert werden. Die Spielregeln sehen bei Verstößen verkehrskonforme empfindliche Strafen vor. So droht etwa bei jeder Zuwiderhandlung ein ‚Strafpunkt auf dem Punktekonto’ der jeweiligen Partei oder sogar eine ‚Auszeit vom Spiel zur Genesung im Krankenhaus’. Es geht bei dem Spiel um die „Befähigung zur Selbstkontrolle“ und das „Einüben von Bremsmechanismen“, die auch in Gefahrensituationen unter Ablenkung durch das Spielgeschehen funktionieren sollten.

### Medizin
Die medizinische Behandlung durch Ärzte und Pflegepersonal führt oft zwangsläufig an intime Stellen des menschlichen Körpers, die durch Sozialisation oder gesellschaftliche Tradition als Tabubereich für fremde Augen und Handlungen empfunden werden. Das Eindringen in diese Privatsphäre durch Fremde wird als peinlich erlebt. Es verlangt vom medizinischen Personal ein hohes Maß an Feingefühl und Einfühlungsvermögen, das nicht immer selbstverständlich gegeben ist. Der Genitalbereich gehört für die meisten Menschen zu ihrer besonders heiklen und schützenswerten Intimzone. Beschwerden im urologischen oder proktologischen Untersuchungsfeld wie Hämorrhoiden, Genitalherpes oder Reizdarmleiden werden daher oft verdrängt und einer Behandlung vorenthalten.

### Sozialethik
Nach der medialen Präsenz scheinen Gewaltbereitschaft und das Ausmaß an Brutalität und krimineller Energie im menschlichen Umgang zugenommen zu haben. Der Konstanzer Kriminologe Wolfgang Heinz bemerkt dazu: „Die polizeilich registrierte Kriminalität (ohne Staatsschutzdelikte und ohne Vergehen im Straßenverkehr) ist langfristig gestiegen, wie in allen westlichen Industriestaaten. Die stärksten Anstiege erfolgten in den 70er und 80er Jahren. Seit Mitte der 90er Jahre stagniert registrierte Kriminalität auf relativ hohem Niveau.“ Einerseits häufen sich dabei die Tabubrüche in Form von grausamen Überfällen, bei denen auch Kinder sowie wehrlose ältere und behinderte Menschen gequält, ausgeraubt, vergewaltigt werden. Andererseits wird sexuelle, physische und psychische Gewaltausübung, besonders im familiären Umfeld, weithin mit einem Tabumantel überdeckt. Solche Verschiebungen von Verfehlungen und Erlebnissen in die Tabuzone lassen sich im psychischen und sozialethischen Sektor auf verschiedenen Ebenen ausmachen:
So hat die polnische Wissenschaftlerin Dorota Sośnicka in einem Sammelband unter dem Titel  „Tabuzonen und Tabubrüche in der Deutschschweizer Literatur“ das Problemfeld „Tod und Sterben“ als Sperrbezirk der Kommunikation aufgegriffen und die Sprachlosigkeit sowie die Schwierigkeiten der Enttabuisierung offengelegt, die sich als besonders einengend darstellen, wenn unverarbeitete familiäre Schuldgefühle mitschwingen.
Der Museumsforscher Thomas Thiemeyer hat sich mit der Thematik und Problematik auseinandergesetzt, empfindliche Gemüter verstörende Bilder und Dokumente zu Kriegsgeschehen und Gewalt öffentlich auszustellen. Obwohl der Tod und seine schrecklichen Bilder zum Krieg gehören, wird deren Präsentation häufig als anstößig empfunden und entsprechend vermieden. Unter der Regierung von Anwar as-Sadat etwa wurde der Mumiensaal der Pharaonen im Ägyptischen Museum von Kairo aus Pietätsgründen dem Besuch eines breiten Publikums entzogen.
Eine ähnliche museale Tabuisierung ist – im Gegensatz zu den italienischen, britischen oder französischen Museen – in der deutschen Museenlandschaft hinsichtlich der Ausstellung von Kriegsspielzeug zu beobachten: So fiel den Spielwissenschaftlern Siegbert A. Warwitz und Anita Rudolf bei ihrer Recherche des historischen Spielmittelbestands in deutschen Museen, speziell des weltbekannten Nürnberger Spielzeugmuseums, das fast vollständige Fehlen von Kriegsspielzeug auf. Die Nachfrage ergab, dass die Objekte nach zahlreichen Protesten von Besuchern zum musealen Tabubereich erklärt und in das Magazin ausgelagert wurden.
Ein von Barbara Bojack herausgegebener Sammelband befasst sich mit der Verdrängung von traumatischen Erfahrungen aufgrund sexueller Gewalt aus Kindheit und Jugend, die aus Scham und Verzweiflung am Unverständnis des sozialen Umfelds unverarbeitet in die Tabuzone des Unterbewusstseins verschoben wurden.
Als Tabubereiche, die gern vor dem Einblick anderer verborgen werden, gelten schließlich auch als peinlich empfundene psychosoziale Störungen und seelische Krankheiten wie Depressionen, suizidale Tendenzen oder Demenz.